# Jesse Capelli
Jesse Capelli (ur. 21 maja 1979 w Vancouver) – kanadyjska aktorka pornograficzna i modelka włoskiego pochodzenia. Występowała także jako Jessie Capelli, Jesse Cappelli, Jessie Cappelli, Jennifer Leone i Jenny Leone.

## Życiorys
Urodziła się w Vancouver. W wieku 14 lat rozpoczęła karierę modelki.
W roku 1998 przeprowadziła się do Los Angeles, gdzie pozowała dla magazynu „Perfect 10”. Później również dla innych magazynów branżowych w tym „Hustler”, „Pabo”, „Men’s World”, „High Society” i „Penthouse”. Postać na niej wzorowana i nosząca jej imię nazwisko została zaimplementowana w grze erotycznej Virtually Jenna.
W kwietniu 2004 roku została twarzą miesiąca magazynu „Penthouse”.
W 2007 zdobyła nominację do AVN Award w kategorii „Najlepsza scena seksu samych dziewczyn – film” w Jenna’s Provocateur (2006) z Melissą Lauren.
Jesse Capelli grała też w filmach nieerotycznych, w tym w komedii To nie jest kolejna komedia dla kretynów (2001) z Chyler Leigh, Jaime Pressly i Chrisem Evansem i komedii romantycznej Wieczny student (2002) z Ryanem Reynoldsem, Tarą Reid i Timem Mathesonem, jak również w telewizyjnym serialu Battle Dome.
Spotykała się z kanadyjskim aktorem porno Voodoo (2000), Jesse Jane (2005) i Breą Bennett (2007).

## Wybrana filmografia
| Rok  | Tytuł                                                             | Rola                      | Reżyser               |
| ---- | ----------------------------------------------------------------- | ------------------------- | --------------------- |
| 2001 | To nie jest kolejna komedia dla kretynów (Not Another Teen Movie) | naga kobieta na przyjęciu | Joel Gallen           |
| 2002 | Wieczny student (Van Wilder)                                      | Desiree                   | Walt Becker           |
| 2004 | Perfect Opposites                                                 | Aubrey                    | Matt Cooper           |
| 2000 | Ripley’s Believe It or Not! (serial TV)                           | w roli samej siebie       | Paul Nichols          |
| 2010 | Boobs: An American Obsession (film dokumentalny)                  | w roli samej siebie       | Nina Brownfield-Berry |

## Nagrody i nominacje
| Rok  | Nagroda         | Kategoria                                      | Film                       | Inni wykonawcy | Rezultat  |
| ---- | --------------- | ---------------------------------------------- | -------------------------- | -------------- | --------- |
| 2006 | F.A.M.E. Awards | Najgorętsze ciało                              | –                          | –              | Nominacja |
| 2006 | F.A.M.E. Awards | Ulubione piersi                                | –                          | –              | Nominacja |
| 2007 | AVN Award       | Najlepsza scena seksu samych dziewczyn – wideo | Deep in Style (2006)       | Natalia Cruz   | Nominacja |
| 2007 | AVN Award       | Najlepsza scena seksu samych dziewczyn – film  | Jenna’s Provocateur (2006) | Melissa Lauren | Nominacja |
| 2007 | F.A.M.E. Award  | Ulubione piersi                                | –                          | –              | Nominacja |
| 2007 | F.A.M.E. Award  | Najgorętsze ciało                              | –                          | –              | Nominacja |
| 2007 | F.A.M.E. Award  | Ulubiony tyłek                                 | –                          | –              | Nominacja |
| 2008 | F.A.M.E. Award  | Najgorętsze ciało                              | –                          | –              | Nominacja |